# برونو موريرا سيلفا
برونو موريرا سيلفا (12 نوفمبر 1989 في البرازيل – )؛ هو لاعب كرة قدم سابق كان يلعب كلاعب وسط.

## وصلات خارجية
- برونو موريرا سيلفا على موقع رابطة كرة القدم اليابانية للمحترفين (اليابانية)
- برونو موريرا سيلفا على موقع قاعدة بيانات كرة القدم.إي يو (الإنجليزية)
- برونو موريرا سيلفا على موقع Soccerway.com (الإنجليزية)